# Pronectria oligospora
Pronectria oligospora is een korstmosparasiet die behoort tot de familie Bionectriaceae. Hij groeit op het gestippeld schildmos (Punctelia subrudecta). Het holotype is vastgesteld op Parmelia rudecta.

## Kenmerken
De perithecia zijn 100-200 µm in diameter, subbolvormig van vorm en zitten ingebed in het thallus met het ostiolar gebied dat door de cortex naar buiten komt. Ze zijn verspreid of in kleine groepen aanwezig, donkerroze in het ostiolar gebied wanneer jong, en worden donker roodbruin wanneer ze volwassen zijn. De peridium, de buitenste laag van de perithecia, is ongeveer 20 µm dik en bestaat uit dikke wanden van hoekige tot afgeronde cellen, met een binnenste regio van dunwandige langwerpige cellen. 
De asci zijn 8-sporig, clavaat, bijna zittend, zeer dunwandig, de top afgerond en zonder apicale ring en meten 32-50 × 6,5-10 µm. De ascosporen zijn in de ascus biserieel gerangschikt. Ze zijn hyaliene, glad of licht wrattig, zonder een epispore, een duidelijke vernauwing bij het meestal iets onder het midden gelegen 0-septaat en meten 14-20 (-22) × 4,5-6,5 µm.

## Verspreiding
Pronectria oligospora komt voor in Europa en Noord-Amerika.
In Nederland komt Pronectria oligospora zeer zeldzaam voor.